# Express de Roanoke
L'Express de Roanoke est une franchise professionnelle de hockey sur glace en Amérique du Nord qui évoluait dans l'ECHL. L'équipe était basée à Roanoke en Virginie aux États-Unis.

## Historique
La franchise est créée en 1993. Elle participe à l'ECHL jusqu'en 2004 où elle cesse ses activités. Elle sert de club-école pour le Moose du Minnesota de 1994 à 1996 dans la Ligue internationale de hockey, les Flames de Saint-Jean de 1996 à 1998, les Lock Monsters de Lowell en 1998-1999 et les Admirals de Norfolk en 2002-2003 dans la Ligue américaine de hockey et les Sharks de San José de 1993 à 1995, les Flames de Calgary de 1996 à 1998, les Islanders de New-York en 1998-1999 et les Blackhawks de Chicago en 2002-2003 dans la Ligue nationale de hockey.

## Statistiques
| No | Saison    | PJ | V  | D  | DP | DTB | BP  | BC  | Pts | Classement                   | Séries éliminatoires      | Entraîneur                 |
| -- | --------- | -- | -- | -- | -- | --- | --- | --- | --- | ---------------------------- | ------------------------- | -------------------------- |
| 1  | 1993-1994 | 68 | 37 | 28 | 2  | 1   | 300 | 290 | 87  | 5e place, division Est       | Défaite au premier tour   | Frank Anzalone             |
| 2  | 1994-1995 | 68 | 39 | 19 | 10 | -   | 255 | 223 | 88  | 2e place, division Est       | Défaite au deuxième tour  | Frank Anzalone             |
| 3  | 1995-1996 | 70 | 36 | 28 | 6  | -   | 231 | 260 | 78  | 4e place, division Est       | Défaite au premier tour   | Frank Anzalone             |
| 4  | 1996-1997 | 70 | 38 | 26 | 6  | -   | 262 | 250 | 82  | 4e place, division Est       | Défaite au premier tour   | Frank Anzalone             |
| 5  | 1997-1998 | 70 | 41 | 21 | 7  | -   | 235 | 208 | 91  | 1re place, division Nord-Est | Défaite au deuxième tour  | Frank Anzalone             |
| 6  | 1998-1999 | 70 | 38 | 22 | 10 | -   | 224 | 201 | 86  | 1re place, division Nord-Est | Défaite au troisième tour | Scott Gordon               |
| 7  | 1999-2000 | 70 | 44 | 20 | 6  | -   | 221 | 181 | 94  | 1re place, division Nord-Est | Défaite au deuxième tour  | Scott Gordon               |
| 8  | 2000-2001 | 72 | 38 | 30 | 4  | -   | 231 | 195 | 80  | 2e place, division Nord-Est  | Défaite au deuxième tour  | Perry Florio               |
| 9  | 2001-2002 | 72 | 35 | 26 | 11 | -   | 242 | 223 | 81  | 4e place, division Nord-Est  | Défaite au deuxième tour  | Perry Florio               |
| 10 | 2002-2003 | 72 | 42 | 24 | 6  | -   | 265 | 239 | 90  | 3e place, division Nord-Est  | Défaite au premier tour   | Perry Florio Tony MacAulay |
| 11 | 2003-2004 | 72 | 38 | 26 | 8  | -   | 219 | 232 | 84  | 2e place, division Ouest     | Défaite au premier tour   | Tony MacAulay              |